# Epirrhoe contristata
Epirrhoe contristata là một loài bướm đêm trong họ Geometridae.